# ニコレ・コールハース
ニコレ・コールハース（Nicole Koolhaas、1991年1月31日 - ）は、オランダの元女子バレーボール選手。元オランダ代表。

## 来歴
198cmの大型ミドルブロッカーである。2007年、VV Alternoに入団し、バレーボール選手としてのキャリアをスタートさせる。2010年にオランダ代表に初選出され、同年の世界選手権に出場した。2016年のリオ五輪世界最終予選に出場したが、本大会のメンバーからは外れた。同年のワールドグランプリで銅メダルを獲得した。

## 人物
- 妹が聴覚障害者であり、国歌斉唱の際は妹に伝わるように手話を用いていた[2][3]。

## 球歴
- 世界選手権 - 2010年
- ワールドグランプリ - 2010年、2016年

## 所属クラブ
- VV Alterno（2007-2010年）
- Vandœuvre Nancy VB（2010-2011年）
- ASPTT Mulhouse（2011-2012年）
- Katrineholms VK（2012-2013年）
- LP Kangasala（2013-2014年）
- Volleyball Franches-Montagnes（2014-2016年）
- CSMブカレスト（2016-2019年）
- AtlasGlobal Yeşilyurt（2019-2020年）
- Bartoccini Fortinfissi Perugia（2020-2021年）